# Hiệp ước Paris (1856)
Hiệp ước Paris năm 1856 (tiếng Pháp: Traité de Paris; tiếng Đức: Pariser Frieden; tiếng Ý: Trattato di Parigi; tiếng Nga: Парижский мирный договор) đã chấm dứt Chiến tranh Krym giữa Đế quốc Nga và liên minh gồm Đế quốc Ottoman, Vương quốc Anh, Đệ nhị Đế chế Pháp và Vương quốc Sardegna.
Hiệp ước, được ký vào ngày 30 tháng 3 năm 1856 tại Đại hội Paris (1856), biến Biển Đen thành lãnh thổ trung lập, không cho các tàu chiến tiến vào vùng biển và cấm các công sự, pháo đài xây dựng trên bờ biển. Tàu bè thương mại của các nước được phép ra vào và đi lại tự do trong Biển Đen.
Hiệp ước làm giảm ảnh hưởng của Nga trong khu vực. Các điều kiện để trao trả Sevastopol cũng như các thị trấn và thành phố khác ở phía Nam Bán đảo Krym cho Nga là rất nghiêm ngặt vì Nga không thể thiết lập kho vũ khí hải quân hoặc quân sự nào trên bờ Biển Đen.

## Bảng tóm tắt

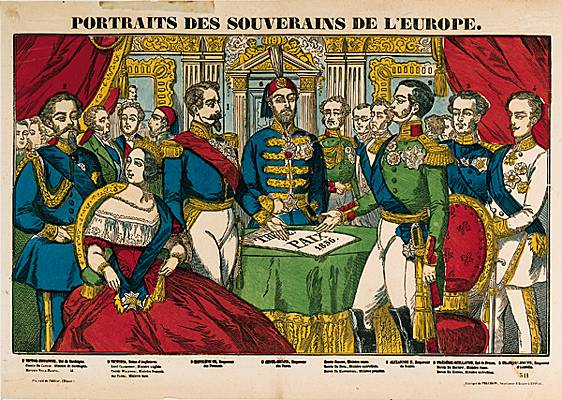
Épinal print của các quốc vương châu Âu trong Đại hội Paris, 1856

Hiệp ước Paris được ký kết vào ngày 30 tháng 3 năm 1856 tại Đại hội Paris với một bên là Đế chế Nga, bên còn lại là liên minh Pháp, Anh, Đế chế Ottoman và Vương quốc Sardinia. Hiệp ước ra đời nhằm giải quyết Chiến tranh Krym, bắt đầu vào ngày 23 tháng 10 năm 1853, khi Đế quốc Ottoman chính thức tuyên chiến với Nga sau khi quân đội Nga chiếm đóng Các Thân vương quốc Danubian.
Hiệp ước Paris được coi là một thành tựu của chính sách cải cách Tanzimat. Các cường quốc liên minh Tây Âu cam kết duy trì sự toàn vẹn của Đế chế Ottoman và khôi phục biên giới giữa Đế quốc Nga và Đế chế Ottoman về ban đầu như trước cuộc chiến. Họ cũng phi quân sự hóa Biển Đen để cải thiện thương mại, điều này làm suy yếu đáng kể ảnh hưởng của Nga trong khu vực. Moldavia và Wallachia được công nhận là các quốc gia gần như độc lập dưới quyền thống trị của Ottoman. Họ giành được tả ngạn cửa sông Danube và một phần Bessarabia từ Nga nhờ hiệp ước.